# 고급택시
고급택시는 모범택시보다도 더 고급의 서비스를 제공하는 택시를 가리키는 단어이다.

## 설명
고급택시는 2015년에 처음으로 대한민국에 도입되었으며 모범택시보다도 더 고급의 서비스를 제공하는 대신 요금이 모범택시보다 비싸다. 고급택시는 현대 에쿠스, 쌍용 체어맨, 현대 그랜저, 제네시스를 비롯한 각종 고급 세단과 스타리아 리무진, 카니발 리무진과 같은 MPV급 차종들을 사용한다. 고급택시는 개인택시, 법인택시와 같은 일반적인 택시를 잡듯이 타는 것은 불가능하며 예약제로만 운영되고 정해진 사업 구역이 없이 승객을 수송하는 것이 가능하다. 고급택시를 운영하기 위해선 모범택시와 같이 2종 보통먼허 이상의 운전면허증과 택시운전자격증을 취득해야 하며 택시에는 영업용 차량 번호판을 의무적으로 장착해야 한다.

## 같이 보기
- 택시
- 영업용
- 자동차